# 雲南蟲屬
铅色云南虫（Yunnanozoon lividum）由侯先光于1984年在云南省澄江县帽天山发现。它被怀疑是半索动物或脊索动物。
云南虫与海口虫有着密切关系。

## 形態描述

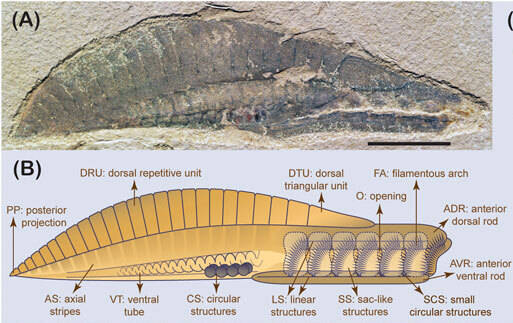
云南虫化石标本（图A），和身体构造（图B）。

體長約3～5厘米，呈黑色，两侧扁平對稱，側面觀呈梭狀。蟲體可大致分為頭部及軀幹。頭部擁有7对雙櫛狀鰓弓，每對鰓弓分別環抱一個囊狀鳃腔，並於背側接上一中柱。鳃腔大且发达，鳃腔末端具一围鳃孔。鳃腔中发育了矿化的咽齿集合体构造，这些咽齿均呈很小而略弯的单锥形，长度最大的将近1毫米。躯体由近直的肌隔可分为24个肌节。脊索位于亚腹部，縱貫全身。肠道由螺旋状的前肠和后肠所组成，呈细長狀。生殖腺13对，分別排列在前肠的两侧。